# 7610 Садбері
7610 Садбері (7610 Sudbury) — астероїд головного поясу, відкритий 3 грудня 1995 року.
Тіссеранів параметр щодо Юпітера — 3,282.